# Kilemarskij rajon
Il Kilemarskij rajon (in russo Килемарский район?) è un rajon della Repubblica dei Mari, nella Russia europea, istituito nel 1939. Il capoluogo è Kilemary. Il rajon ricopre una superficie di 3 098,89 chilometri quadrati ed ospitava nel 2023 una popolazione di 11 211 abitanti.